# Eleanor Margaret Greenová
Princezna Viggo, hraběnka z Rosenborgu (rozená Eleanor Margaret Greenová; 5. listopadu 1895, New York – 3. července 1966, Kodaň) byla Američanka, která se stala dánskou princeznou. Sňatkem s princem Viggem, hrabětem z Rosenborgu se stala princeznou Viggo, hraběnkou z Rosenborgu.

## Mládí
Narodila se 5. listopadu 1895 v New Yorku jako Eleanor Margaret Greenová. Jejími rodiči byli Dr. James Oliver Green a Amelia Hewittová Greenová. Jejím dědečkem z matčiny strany byl Abram S. Hewitt a pradědečkem z matčiny strany Peter Cooper.

## Osobní život
Prince Vigga Dánského, syna prince Valdemara Dánského a princezny Marie Orleánské, si vzala 10. června 1924 v New Yorku.
Bez právně požadovaného svolení dánského krále pro dynastický sňatek se princ Viggo vzdal svého místa v dánské linii následnictví trůnu, titulu dánského prince a svého oslovení královské Výsosti, jak bylo obvyklé v dánském královském rodě po uzavření sňatku s prostým občanem. Před svatbou získal Viggo titul Jeho Výsost princ Viggo, hrabě z Rosenborgu.
V souvislosti se sňatkem a novým titulem svého manžela se Greenová stala Její Výsostí princeznou Viggo, hraběnkou z Rosenborgu. 
Princ a princezna Viggo neměli děti. Pár žil v paláci Bernstorff v Dánsku. Greenová se aktivně zajímala o charitu.
Zemřela 3. července 1966 ve věku 70 let v Kodani v Dánsku.